# مونت هولي (فيرمونت)
مونت هولي (بالإنجليزية: Mount Holly, Vermont)‏ هي بلدة تقع بولاية فيرمونت في الولايات المتحدة. تبلغ مساحتها 128.4 (كم²)، وترتفع عن سطح البحر 515 م، بلغ عدد سكانها 1237 نسمة في عام 2010 حسب إحصاء مكتب تعداد الولايات المتحدة .

## أعلام
- جوليان كوك

## وصلات خارجية
- www.mounthollyvt.org
- The US50 - Cities and Towns in Vermont State
- Vermont Cities and Towns, Facts, Map, Flag, Colleges, Government, and More